# Charta der gemeinsamen nationalen Aktion
| Die vorgesehene Flagge hatten Syrien und der Irak bereits von 1963 bis 1972 gemein. |                           |             |
| Navigation                                                                          |                           |             |
| \| Irak Syrien \| ↔ \| Irak Syrien \|                                               |                           |             |
| Amtssprache                                                                         | Arabisch                  |             |
| Hauptstadt                                                                          | Bagdad                    |             |
| Staatsform                                                                          | Republik                  |             |
| Einwohner                                                                           | 20 Millionen              |             |
| Fläche                                                                              | 624.000 km²               |             |
| Präsident                                                                           | Ahmad Hasan al-Bakr       |             |
| Mitglieder                                                                          | - Irak - Syrien           |             |
| Existenzzeitraum                                                                    | Januar 1979 bis Juli 1979 |             |
| Syrien (orange) und Irak (grün)                                                     |                           |             |
| Irak Syrien                                                                         | ↔                         | Irak Syrien |

Die im Oktober 1978 unterzeichnete Charta der gemeinsamen nationalen Aktion Syrien-Irak (arabisch ميثاق العمل القومي المشترك, DMG mīṯāq al-ʿamal al-qaumī al-muštarak) war eine Absichtserklärung der baathistischen Regimes Syriens und des Irak, militärisch und wirtschaftlich so eng wie möglich zusammenarbeiten zu wollen. Im Januar 1979 wurde sogar ein syrisch-irakischer Unionsstaat vereinbart, das Vorhaben scheiterte jedoch schon im Juli 1979.

## Ein Staat, eine Partei und ein Volk
Nach fast zeitgleichen Revolten sowohl im Irak als auch in Syrien hatte die Baath-Partei Anfang 1963 in beiden Ländern die Macht ergriffen (Revolution des 8. März). Nach innerbaathistischen Flügelkämpfen verlor die Partei jedoch schon im November 1963 die Macht im Irak wieder (Militärputsch vom 18. November 1963) und nach einem innerparteilichen Richtungswechsel 1966 in Syrien, einer erneuten Machtübernahme 1968 im Irak und der innerbaathistischen Korrekturbewegung 1970 in Syrien wurden beide Staaten von einander verfeindeten Baath-Fraktionen regiert. Faktisch gab es zwei Baath-Parteien, der „alt-baathistische“ Parteigründer Michel Aflaq war vor den syrischen „Neo-Baathisten“ in den Irak geflohen. Zwar hatte es 1969 und 1972 syrisch-irakische Versöhnungsversuche gegeben, und 1973 hatte der Irak Syrien während des Oktoberkrieges gegen Israel unterstützt, doch ab 1975 hatten sich die bilateralen Beziehungen erneut verschlechtert.
Die von Ägypten, Libyen und Syrien vor dem Oktoberkrieg vereinbarte Föderation Arabischer Republiken war 1977 an den ägyptisch-israelischen Friedensverhandlungen gescheitert, und die gegen einen Separatfrieden gebildete Ablehnungsfront aus Syrien, Libyen, Algerien und PLO bot ohne Irak für Syrien keinen ausreichenden militärischen Schutz vor Israel (Libanonkrieg 1978), geschweige denn ausreichende Unterstützung für eine Befreiung der israelisch besetzten Gebiete Syriens (Golanhöhen).
Irak nahm eine vermeintlich noch ablehnendere Position ein, um die Führung einer Front der Standhaftigkeit und der Befreiung zu übernehmen, und bei einem Besuch in Damaskus lud Iraks Sondergesandter Tariq Aziz am 7. Oktober 1978 Syriens Präsidenten nach Bagdad ein.

### Nationale Aktionscharta

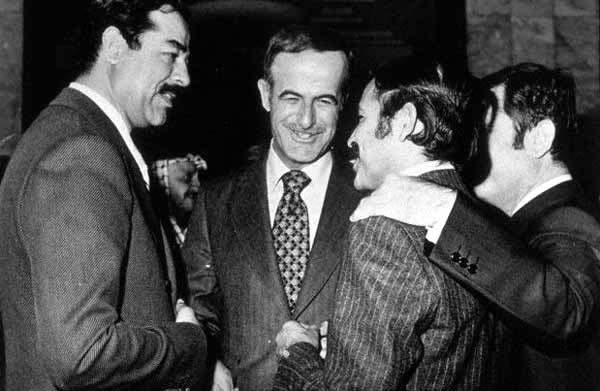
Iraks damaliger Vizepräsident Hussein, Syriens Präsident Assad, Algeriens Außenminister Bouteflika und Syriens Vizepräsident Chaddam im November 1978 auf dem Liga-Gipfel in Bagdad (v. r. n. l.)

Während des Staatsbesuchs in Bagdad unterzeichneten der syrische Präsident Hafiz al-Assad und der irakische Präsident Ahmad Hasan al-Bakr am 26. Oktober 1978 überraschend eine „Charta für eine gemeinsame nationale Aktion“, die vor allem wirtschaftliche und militärische Kooperations- und Integrationsziele enthielt. Der Pass- und Visumszwang zwischen beiden Staaten wurde aufgehoben und die seit Jahren geschlossene Grenze geöffnet. Auf dem im November folgenden Gipfel der Arabischen Liga in Bagdad sagte Irak Syrien 1,8 Mrd. US-Dollar jährliche Unterstützung zu. Ein Gemeinsames Hohes Politisches Komitee wurde gebildet, ebenso Subkomitees für die verschiedenen Kooperationsziele. Schon am 7. November 1978 gaben beide Seiten bekannt, sogar weitergehende Maßnahmen zur vollständigen Vereinigung beider Bruderländer würden umgehend eingeleitet.
Doch selbst bei Syriens wichtigstem Anliegen, der militärischen Kooperation, scheiterte das entsprechende Subkomitee zunächst an den Differenzen und gegenseitigem Misstrauen. Syrien wünschte keine dauerhafte Stationierung irakischer Truppen auf syrischem Gebiet und war auch nicht bereit, die allein zum Schutz des syrischen Baath-Regimes bestehenden Elitebrigaden aufzulösen. Auch in der Frage der Form der angestrebten Einheit gingen die Vorstellungen auseinander. Syrien favorisierte lediglich eine engere Allianz oder eine lockere Konföderation (Staatenbund), Irak drängte auf eine Föderation (Bundesstaat) bzw. eine vollständige integrale Union.

### Syrisch-Irakische Union
Am 15. Januar 1979 vereinbarten Syrien und Irak offiziell die Bildung einer Union. Die Union sollte einen gemeinsamen Namen, eine gemeinsame Flagge, einen gemeinsamen Präsidenten bzw. einen Präsidialrat und eine gemeinsame Bundesregierung haben. Der Präsident sollte abwechselnd Iraker und Syrer sein, zunächst war al-Bakr als Präsident und Assad als Vizepräsident vorgesehen. Die Bundesregierung sollte für eine gemeinsame Außen-, Verteidigungs- und Kulturpolitik zuständig sein. Die kombinierte Armee hätte 380.000 Mann, 4.300 Panzer und 730 Kampfflugzeuge umfasst. Differenzen gab es jedoch um die künftige außenpolitische Stoßrichtung dieser Armee. Syrien strebte ein militärisches Gegengewicht zu Israel und Ägypten an, während der Irak die Islamische Revolution im Iran zurückzudrängen suchte und seinen Einfluss im Persischen Golf verstärken wollte.
Der syrische Botschafter in Deutschland erklärte am 12. Februar 1979 dennoch, dass die Bildung des Einheitsstaats bis Ende 1979 abgeschlossen sein würde. Um diesen Einheitsstaat vorzubereiten, wurde von al-Bakr und Assad im Juni 1979 eine Vereinigte Politische Führung gebildet.

### Gegensätze und Scheitern des Projekts

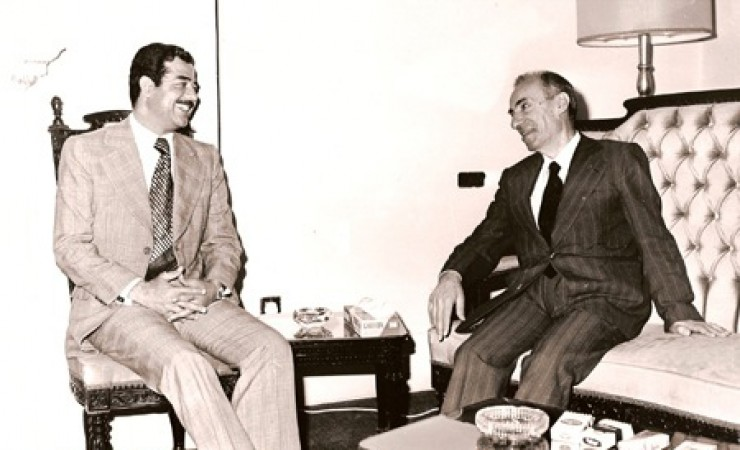
Iraks Präsident Hussein 1979 mit dem alt-baathistischen Parteigründer Aflaq (rechts). Die syrischen Neo-Baathisten hingegen hatten Aflaq zum Tode verurteilt.

Neben den unterschiedlichen Auffassungen über die staatliche Form und die Geschwindigkeit gab es auch Differenzen bezüglich der Ziele einer solchen Vereinigung. Iraks Außenminister Saadun Hammadi erklärte, dass mehr als nur eine Militärallianz entstehen werde, während hingegen Syriens Außenminister Abd al-Halim Chaddam Jordanien versicherte, es müsse keinen vollständigen Anschluss Syriens an Irak fürchten.
Syrien hatte vor allem Interesse an wirtschaftlicher und militärischer Hilfe Iraks, nicht jedoch an einer vollständigen Unterordnung. Die demographische Zusammensetzung Syriens, Iraks bzw. des geplanten Gesamtstaates waren für das syrische Assad-Regime bedrohlich. In Syrien wurde die sunnitische Bevölkerungsmehrheit ebenso wie die (Neo-)Baath-Partei von einer Minderheit alewitischer Militärs beherrscht. Im Irak hingegen herrschte eine Minderheit sunnitischer Parteifunktionäre über eine schiitische Bevölkerungsmehrheit und über die Armee. Ein Zusammenschluss hätte also die sunnitische Massenbasis der irakischen Baathisten gestärkt, die ohnehin dünne alewitische Hausmacht des syrischen Militärregimes hingegen weiter geschwächt.
Ein zentrales und durchaus naheliegendes Integrationsziel allerdings war daher für das syrische Regime schließlich unannehmbar: Iraks Vizepräsident Saddam Hussein drängte immer mehr darauf, dass der staatlichen Vereinigung die Wiedervereinigung der Baath-Partei und ihre Aussöhnung mit Aflaq vorausgehen müsse. Irak zeigte Verständnis für den Wunsch Syriens, die Einheit nicht zu überhasten. Assad und al-Bakr nahmen daraufhin von einem schnellen Zusammenschluss Abstand und vereinbarten eine schrittweise, langsame Integration beider Staaten. Damit war das Projekt faktisch schon gescheitert.
Endgültig zerplatzte der Einheitstraum im Juli. Am 16. Juli 1979 war al-Bakr aus gesundheitlichen Gründen als Präsident zurückgetreten und hatte Saddam Hussein als seinen Nachfolger empfohlen. Zunächst hielt auch Saddam Hussein an der Idee der stufenweisen Einheitsidee fest, doch am 28. Juli ließ er ein vermeintliches Komplott zum Sturz der irakischen Regierung aufdecken und beschuldigte eine „ausländische Macht“, darin verwickelt zu sein. Obwohl Syrien nicht direkt bezichtigt wurde, fielen der darauffolgenden Säuberung innerhalb der irakischen Baath-Partei vor allem Anhänger der Union mit Syrien zum Opfer.

## Epilog
Das syrische Regime schloss stattdessen ein Bündnis mit dem schiitischen Iran, versuchte 1980 eine Union mit Libyen und ließ einen anderen altbaathistischen sunnitischen Gründervater der Partei, Aflaqs Mitkämpfer Salah ad-Din al-Bitar, ermorden. Im Irakisch-Iranischen Krieg unterstützte Syrien ab 1980 schließlich den Iran gegen den Irak. Daraufhin brach das irakische Regime im Oktober 1980 die Beziehungen zu Syrien ab und unterstützte 1980/82 den Aufstand der Muslimbrüder in Syrien. Syrien schloss im Gegenzug 1982 die Grenzen zum Irak kappte die irakische Erdölpipeline zum Mittelmeer. Erst 1987 kamen Saddam Hussein und Assad wieder zu einem Treffen zusammen, eine Versöhnung jedoch scheiterte. Syrien bot lediglich einen Neustart der in der nationalen Aktionscharta ursprünglich vereinbarten Kooperationen an, während Irak die Einstellung der syrischen Unterstützung für den Iran forderte. Nach Ende des Irakisch-Iranischen Krieges wiederum war es Irak, der Syrien 1988 eine Neuorientierung auf die ursprünglichen Kooperationsziele (vor allem in militärischer Hinsicht gegenüber Israel) und 1989 die Teilnahme an der Gründung eines Arabischen Kooperationsrates anbot, doch Syrien lehnte wegen der Unterstützung Iraks für die antisyrischen Militärs im Libanon ab. Nach der irakischen Annexions Kuwaits 1990 beteiligte sich Syrien 1991 gar am US-alliierten Krieg gegen den Irak. Erst 1997 konnte eine Normalisierung der Beziehungen zwischen den beiden baathistischen Nachbarländern erreicht werden.